# Ware zelf
Het ware zelf is een romantische opvatting die stelt dat er in elk mens een "waar zelf" schuilt, verborgen achter de rollen die door de samenleving worden opgelegd. Door persoonlijke ontwikkeling kan dit ware zelf gerealiseerd worden. Het begrip heeft zijn oorsprong in de Romantiek, en speelt een belangrijke rol in westerse opvattingen over identiteit en de juiste manier van leven. Het is terug te vinden in zowel de psychologie als hedendaagse populaire spiritualiteit.

## Romantiek
De Romantiek legde de nadruk op de gevoelsmatige en instinctieve kanten van de persoonlijkheid. Het zette zich hiermee af tegen de Verlichting en de mechanisering van het denken in Europa. Ideeën uit de Romantiek spelen nog steeds een belangrijke rol in onze samenleving. De invloed ervan is terug te herkennen in het transcendentalisme en de zogeheten nieuwe spiritualiteit. Het idee van het ware zelf is terug te leiden op Romantische opvattingen:
"The idea of each person having a deep interior, a true self within that is not identical to his or her social roles [...] is a prominent romantic theme, not just in contemporary eclectic spiritualities but in some schools of psychology, in literature, and in various facets of popular culture".

## Psychologie

### Jung
In de psychologie van Carl Gustav Jung speelt het Zelf een centrale rol. Het ontstaat in de loop van het leven, en vormt de verbinding tussen de bewuste persoonlijkheid en het persoonlijke en collectieve onbewuste. In de tweede helft van het leven kan er een psychologische ontwikkeling plaatsvinden, het individuatie-proces, waarbij de nadruk in de persoonlijkheid verschuift van de persona, de rollen die iemand heeft of speelt, naar de inhouden van het onbewuste en de onontwikkelde schaduwzijden van de persoon. Zo ontwikkelt zich een volledige persoonlijkheid, die ruimte laat voor verschillende en conflicterende aspecten van de persoon en het onbewuste.

### Winnicott
D.W. Winnicott introduceerde de begrippen true self en false self in 1960. Het verwijst naar het bewustzijn van vitale functies, het besef levend te zijn. Het ware zelf ontstaat in de eerste maanden van het leven, als het kind zich bewust wordt van zijn vitale functies: bewegen, aanraking, en het plezier dat het hier aan ontleent. Bij een gezonde ontwikkeling ontwikkelt het kind een realistisch zelfbeeld, en ontleent het plezier aan wat het doet.
Tegenover het ware zelf staat het valse zelf, een manier van gedragen en zelfbeleving die is ontstaan door aanpassing aan de wensen en verwachtingen van ouders en opvoeders. Het gevoel levend te zijn is verminderd, doordat er veel energie en aandacht gaat zitten in het voldoen aan geïnternaliseerde verwachtingen.
In de populaire psychologie en het dagelijks taalgebruik is de term sindsdien populair geworden: jezelf zijn, in contact zijn met jezelf.

### Alice Miller
Het idee van het ware zelf is gepopulariseerd door Alice Miller, die het koppelde aan het idee van verdrongen herinneringen. In Nederland heeft deze combinatie bekendheid gekregen door de Past Reality Integration van Ingeborg Bosch.

### Carl Rogers
Carl Rogers beschrijft, in andere woorden, ook het idee van het ware zelf. Maar hij stelt dat het hier gaat om een loslaten van vaststaande ideeën over het zelf. Het zelf wordt ervaren als een proces, niet als een vaststaande entiteit.

## Boeddhisme
In het boeddhisme verwijst het ware zelf naar de Boeddha-natuur, het aangeboren vermogen om te ontwaken en de realiteit onder ogen te zien. Over dit ware zelf bestaan fundamenteel verschillende visies in het boeddhisme. In de idealistische opvatting wordt het makkelijk gereïficeerd: het ware zelf wordt een metafysische entiteit die de grondslag vormt voor alles dat bestaat. In de analytische opvatting, waarvan Nagarjuna de bekendste vertegenwoordiger is, is er geen sprake van een essentiële, onveranderlijke natuur: de mens is leeg. In de Lankavatara-sutra staat de tegenstelling tussen deze twee leerstellingen centraal.

## Kritieken
Het idee van het ware zelf heeft een hoge vlucht genomen in onze samenleving. Uitspraken als jezelf zijn, in contact staan met jezelf worden in verband gebracht met de individualisering van onze samenleving. Het lijkt ook een populair onderdeel te zijn van populaire therapieën, in combinatie met het idee van verdrongen herinneringen, en is essentieel in de zogeheten nieuwe spiritualiteit.